# Wojciech Kułach
Wojciech Kułach zwany Wawrzyńcokiem (ur. 24 marca 1812 w Gliczarowie, zm. 1897) – polski rzeźbiarz ludowy działający na Podhalu w XIX wieku. Rzeźbił w drewnie, kamieniu oraz w metalu. Brat Piotra.
W roku 1840 wykonał na konkurs popiersie do pomnika Franciszka Karola Habsburga, za które otrzymał pierwszą nagrodę.
Nazywany był „Leonardem da Vinci z Gliczarowa”. Szkice Kułacha można obejrzeć w Gliczarowie Górnym w izbie pamięci Andrzeja Skupnia-Florka.
Dzieła:
- krzyż nad Czarnym Stawem pod Rysami
- kapliczki przy prywatnych posesjach w Białym Dunajcu,
- ukrzyżowany Chrystus, św. Jan i Matka Boska na plebanii kościoła w Ludźmierzu,
- Matka Boska w Janiłowej Kaplicy na Koszarkowym Wierchu,
- Matka Boska z Syneczkiem w nowym kościele w Białce Tatrzańskiej
- trzy ołtarze w starym kościółku w Zakopanem przy ulicy Kościeliskiej.